# Delfim Moreira da Costa Ribeiro
Pour les articles homonymes, voir Moreira, Delfim Moreira et Ribeiro.
Delfim Moreira da Costa Ribeiro, né le 7 novembre 1868 à Cristina et mort le 1er juillet 1920 à Santa Rita do Sapucaí, est un avocat et homme d'État brésilien, président de la République de 1918 à 1919.

## Biographie
De 1914 à 1918, Moreira est président de l'État de Minas Gerais. En mars 1918, il est élu vice-président du Brésil aux côtés de Rodrigues Alves, élu président. Les deux hommes doivent prendre leurs fonctions le 15 novembre suivant, mais le président élu ne le peut en raison de son état de santé. C'est alors Moreira qui assume les fonctions de président, d'abord par intérim jusqu'à la mort de Rodrigues Alves le 16 janvier 1919, puis comme président en fonction jusqu'à la tenue d'une élection anticipée. 
Sous son mandat, le Brésil est représenté à la conférence de la paix à Paris par le sénateur Epitácio Pessoa, finalement élu président le 13 mai face à Rui Barbosa. Peu après le retour du nouveau président de l'étranger, Delfim Moreira lui transmet le pouvoir le 28 juillet suivant, lui-même redevenant vice-président. Il meurt un an plus tard.
Son court mandat (qui reste connue comme une régence républicaine) est une période marquée par de nombreux problèmes sociaux et surtout un grand nombre de grèves générales, dont la portée est constamment minorée par le président.
Il est membre de la franc-maçonnerie.